# Löpning 800 meter

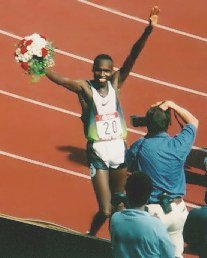
Wilson Kipketer efter att han slagit världsrekordet på herrarnas 800 meter i Köln, Tyskland år 1997.

800 meter är en friidrottsgren, som alltid har funnits på OS-programmet. Sträckan är den kortaste inom medeldistanslöpning. Utomhus löps två varv runt en 400 meters bana och inomhus löps fyra varv runt en 200 meters bana. Tre löpare har dubbla OS-guld på distansen, Mal Whitfield, Peter Snell och David Rudisha.

## Topp tio på herrarnas 800 meter
| Placering | Tid     | Idrottare            | Nation         | Datum            | Plats   |
| --------- | ------- | -------------------- | -------------- | ---------------- | ------- |
| 1         | 1:40,91 | David Lekuta Rudisha | Kenya          | 9 augusti 2012   | London  |
| 2         | 1:41,11 | Wilson Kipketer      | Danmark        | 24 augusti 1997  | Köln    |
| 3         | 1:41,73 | Sebastian Coe        | Storbritannien | 10 juni 1981     | Florens |
| 4         | 1:41:73 | Nijel Amos           | Botswana       | 9 augusti 2012   | London  |
| 5         | 1:41,77 | Joaquim Cruz         | Brasilien      | 26 augusti 1984  | Köln    |
| 6         | 1:42.23 | Abubaker Kaki Khamis | Sudan          | 4 juni 2010      | Oslo    |
| 7         | 1:42,28 | Sammy Koskei         | Kenya          | 26 augusti 1984  | Köln    |
| 8         | 1:42,34 | Wilfred Bungei       | Kenya          | 8 september 2002 | Rieti   |
| 9         | 1:42,47 | Yuriy Borzakovskiy   | Ryssland       | 24 augusti 2001  | Bryssel |
| 10        | 1:42:53 | Thimoty Kitum        | Kenya          | 9 augusti 2012   | London  |

## Topp tio på damernas 800 meter
| Placering | Tid     | Idrottare              | Nation          | Datum            | Plats          |
| --------- | ------- | ---------------------- | --------------- | ---------------- | -------------- |
| 1         | 1:53,28 | Jarmila Kratochvílová  | Tjeckoslovakien | 26 juli 1983     | München        |
| 2         | 1:53,43 | Nadezhda Olizarenko    | Sovjetunionen   | 27 juli 1980     | Moskva         |
| 3         | 1:54,01 | Pamela Jelimo          | Kenya           | 29 augusti 2008  | Zürich         |
| 4         | 1:54,25 | Caster Semenya         | Sydafrika       | 30 juni 2018     | Paris          |
| 5         | 1:54,44 | Ana Fidelia Quirot     | Kuba            | 9 september 1989 | Barcelona      |
| 6         | 1:54,81 | Olga Mineyeva          | Sovjetunionen   | 27 juli 1980     | Moskva         |
| 7         | 1:54,94 | Tatyana Kazankina      | Sovjetunionen   | 26 juli 1976     | Montréal       |
| 8         | 1:55,05 | Doina Melinte          | Rumänien        | 1 augusti 1982   | Bukarest       |
| 9         | 1:55,19 | Maria de Lurdes Mutola | Moçambique      | 17 augusti 1994  | Zürich         |
| 10        | 1:55,19 | Jolanda Ceplak         | Slovenien       | 20 juli 2002     | Heusden-Zolder |

## Olympiska medaljörer på 800 meter

### Damer
| År   | Guld                | Guld           | Silver             | Silver        | Brons                 | Brons          |
| 1928 | Lina Radke          | Tyskland       | Kinuye Hitomi      | Japan         | Inga Gentzel          | Sverige        |
| 1960 | Ljudmila Sjevtsova  | Sovjetunionen  | Brenda Jones       | Australien    | Ursula Donath         | Tyskland       |
| 1964 | Ann Packer          | Storbritannien | Maryvonne Dupureur | Frankrike     | Marise Chamberlain    | Nya Zeeland    |
| 1968 | Madeline Manning    | USA            | Ilona Silai        | Rumänien      | Mia Gommers           | Nederländerna  |
| 1972 | Hildegard Falck     | Västtyskland   | Nijolė Sabaitė     | Sovjetunionen | Gunhild Hoffmeister   | Östtyskland    |
| 1976 | Tatjana Kazankina   | Sovjetunionen  | Nikolina Sjtereva  | Sovjetunionen | Elfi Zinn             | Östtyskland    |
| 1980 | Nadezjda Olizarenko | Sovjetunionen  | Olga Minejeva      | Sovjetunionen | Tatjana Providochina  | Sovjetunionen  |
| 1984 | Doina Melinte       | Rumänien       | Kim Gallagher      | USA           | Fița Lovin            | Rumänien       |
| 1988 | Sigrun Wodars       | Östtyskland    | Christine Wachtel  | Östtyskland   | Kim Gallagher         | USA            |
| 1992 | Ellen van Langen    | Nederländerna  | Lilia Nurutdinova  | OSS           | Ana Fidelia Quirot    | Kuba           |
| 1996 | Svetlana Masterkova | Ryssland       | Ana Fidelia Quirot | Kuba          | Maria Mutola          | Moçambique     |
| 2000 | Maria Mutola        | Moçambique     | Stephanie Graf     | Österrike     | Kelly Holmes          | Storbritannien |
| 2004 | Kelly Holmes        | Storbritannien | Hasna Benhassi     | Marocko       | Jolanda Ceplak        | Slovakien      |
| 2008 | Pamela Jelimo       | Kenya          | Janeth Jepkosgei   | Kenya         | Hasna Benhassi        | Marocko        |
| 2012 | Marija Savinova     | Ryssland       | Caster Semenya     | Sydafrika     | Jekaterina Poistogova | Ryssland       |
| 2016 | Caster Semenya      | Sydafrika      | Francine Niyonsaba | Burundi       | Margaret Wambui       | Kenya          |

### Herrar
| Gren | Guld               | Guld           | Silver              | Silver         | Brons              | Brons                    |
| ---- | ------------------ | -------------- | ------------------- | -------------- | ------------------ | ------------------------ |
| 1896 | Teddy Flack        | Australien     | Nándor Dáni         | Ungern         | Dimitrios Golemis  | Grekland                 |
| 1900 | Alfred Tysoe       | Storbritannien | John Cregan         | USA            | David Hall         | USA                      |
| 1904 | Jim Lightbody      | USA            | Howard Valentine    | USA            | Emil Breitkreutz   | USA                      |
| 1906 | Paul Pilgrim       | USA            | Jim Lightbody       | USA            | Wyndham Halswelle  | Storbritannien           |
| 1908 | Mel Sheppard       | USA            | Emilio Lunghi       | Italien        | Hanns Braun        | Tyskland                 |
| 1912 | Ted Meredith       | USA            | Mel Sheppard        | USA            | Ira Davenport      | USA                      |
| 1920 | Albert Hill        | Storbritannien | Earl Eby            | USA            | Bevil Rudd         | Sydafrika                |
| 1924 | Douglas Lowe       | Storbritannien | Paul Martin         | Schweiz        | Schuyler Enck      | USA                      |
| 1928 | Douglas Lowe       | Storbritannien | Erik Byléhn         | Sverige        | Hermann Engelhard  | Tyskland                 |
| 1932 | Thomas Hampson     | Storbritannien | Alex Wilson         | Kanada         | Phil Edwards       | Kanada                   |
| 1936 | John Woodruff      | USA            | Mario Lanzi         | Italien        | Phil Edwards       | Kanada                   |
| 1948 | Mal Whitfield      | USA            | Arthur Wint         | Jamaica        | Marcel Hansenne    | Frankrike                |
| 1952 | Mal Whitfield      | USA            | Arthur Wint         | Jamaica        | Heinz Ulzheimer    | Västtyskland             |
| 1956 | Tom Courtney       | USA            | Derek Johnson       | Storbritannien | Audun Boysen       | Norge                    |
| 1960 | Peter Snell        | Nya Zeeland    | Roger Moens         | Belgien        | George Kerr        | Västindiska federationen |
| 1964 | Peter Snell        | Nya Zeeland    | Bill Crothers       | Kanada         | Wilson Kiprugut    | Kenya                    |
| 1968 | Ralph Doubell      | Australien     | Wilson Kiprugut     | Kenya          | Tom Farrell        | USA                      |
| 1972 | Dave Wottle        | USA            | Yevgeni Arzhanov    | Sovjetunionen  | Mike Boit          | Kenya                    |
| 1976 | Alberto Juantorena | Kuba           | Ivo Van Damme       | Belgien        | Rick Wohlhuter     | USA                      |
| 1980 | Steve Ovett        | Storbritannien | Sebastian Coe       | Storbritannien | Nikolay Kirov      | Sovjetunionen            |
| 1984 | Joaquim Cruz       | Brasilien      | Sebastian Coe       | Storbritannien | Earl Jones         | USA                      |
| 1988 | Paul Ereng         | Kenya          | Joaquim Cruz        | Brasilien      | Saïd Aouita        | Marocko                  |
| 1992 | William Tanui      | Kenya          | Nixon Kiprotich     | Kenya          | Johnny Gray        | USA                      |
| 1996 | Vebjørn Rodal      | Norge          | Hezekiél Sepeng     | Sydafrika      | Fred Onyancha      | Kenya                    |
| 2000 | Nils Schumann      | Tyskland       | Wilson Kipketer     | Danmark        | Djabir Saïd Guerni | Algeriet                 |
| 2004 | Yuriy Borzakovskiy | Ryssland       | Mbulaeni Mulaudzi   | Sydafrika      | Wilson Kipketer    | Danmark                  |
| 2008 | Wilfred Bungei     | Kenya          | Ismail Ahmed Ismail | Sudan          | Alfred Kirwa Yego  | Kenya                    |
| 2012 | David Rudisha      | Kenya          | Nijel Amos          | Botswana       | Timothy Kitum      | Kenya                    |
| 2016 | David Rudisha      | Kenya          | Taoufik Makhloufi   | Algeriet       | Clayton Murphy     | USA                      |
| 2020 | Emmanuel Korir     | Kenya          | Ferguson Rotich     | Kenya          | Patryk Dobek       | Polen                    |
| 2024 | Emmanuel Wanyonyi  | Kenya          | Marco Arop          | Kanada         | Djamel Sedjati     | Algeriet                 |